# میلارد کافمن
میلارد کافمن (انگلیسی: Millard Kaufman؛ زاده ۱۲ مارس ۱۹۱۷ درگذشته ۱۴ مارس ۲۰۰۹) یک فیلم‌نامه‌نویس، و افسر (ارتش) اهل ایالات متحده آمریکا بود.